# モーニングスタジオ 土曜!100%
『モーニングスタジオ 土曜!100%』（モーニングスタジオ どよう ひゃくパーセント）は、1984年4月7日から1985年3月30日までフジテレビ系列で生放送されていた、関西テレビ制作の朝のワイドショーである。

## 概要
司会は、前番組『DOサタデー』でサブ司会を務めていた桑原征平（当時関西テレビアナウンサー）と新規参入者の庄野真代が担当。同局のアナウンサーが全国ネット番組でメイン司会を務めたのは桑原が初である。
関西テレビは『ハイ!土曜日です』から『DOサタデー』まで、朝のワイドショーのスポンサーをフジテレビ平日朝のワイドショー（『小川宏ショー』→『おはよう!ナイスデイ』）と共通させてきたが、本番組からは独自のスポンサーを付けるようになった。
1985年4月の番組改編において、関西テレビはかつて桑原もサブ司会を務めていた全国ネットのクイズ番組『クイズDEデート』の放送枠およびネット局を変更（フジテレビとの2局ネットに降格）。この変更によって同番組を降板した桂三枝（現・六代桂文枝）が「ワイドショーの司会をやってみたい」と希望したことから、本番組は1年で終了。替わって1985年4月からは、三枝が司会を務める『モーニングアップル』が放送された。そして桑原は、本番組の終了を機にフジテレビからの要請で関西テレビの東京支社へ異動。フジテレビへの出向扱いで、1985年4月から2年間にわたって『おはよう!ナイスデイ』の司会兼リポーターを務めた。
　　　

## 出演者
- 桑原征平[1]
- 庄野真代[1]
- 大石吾朗[1]
- 福井敏雄

## コーナー
- 大石吾朗の「土曜ギャラリー」[1]
- 庄野真代の「世界こんな料理」[1]
- 週末カーライフ[1]

## テーマ曲
- 「WEEKEND LOVE」 歌：村田和人（ALFA MOON Records）

## ネット局
系列は当時の系列。
| 放送対象地域   | 放送局         | 系列                                         | 備考                  |
| -------------- | -------------- | -------------------------------------------- | --------------------- |
| 近畿広域圏     | 関西テレビ     | フジテレビ系列                               | 制作局                |
| 関東広域圏     | フジテレビ     | フジテレビ系列                               |                       |
| 北海道         | 北海道文化放送 | フジテレビ系列                               |                       |
| 宮城県         | 仙台放送       | フジテレビ系列                               |                       |
| 秋田県         | 秋田テレビ     | フジテレビ系列 テレビ朝日系列                |                       |
| 山形県         | 山形テレビ     | フジテレビ系列                               |                       |
| 福島県         | 福島テレビ     | フジテレビ系列                               |                       |
| 新潟県         | 新潟総合テレビ | フジテレビ系列                               | 現：NST新潟総合テレビ |
| 長野県         | 長野放送       | フジテレビ系列                               |                       |
| 静岡県         | テレビ静岡     | フジテレビ系列                               |                       |
| 富山県         | 富山テレビ     | フジテレビ系列                               |                       |
| 石川県         | 石川テレビ     | フジテレビ系列                               |                       |
| 福井県         | 福井テレビ     | フジテレビ系列                               |                       |
| 中京広域圏     | 東海テレビ     | フジテレビ系列                               |                       |
| 島根県・鳥取県 | 山陰中央テレビ | フジテレビ系列                               |                       |
| 岡山県・香川県 | 岡山放送       | フジテレビ系列                               |                       |
| 広島県         | テレビ新広島   | フジテレビ系列                               |                       |
| 山口県         | テレビ山口     | TBS系列 フジテレビ系列                       |                       |
| 愛媛県         | 愛媛放送       | フジテレビ系列                               | 現：テレビ愛媛        |
| 福岡県         | テレビ西日本   | フジテレビ系列                               |                       |
| 佐賀県         | サガテレビ     | フジテレビ系列                               |                       |
| 長崎県         | テレビ長崎     | フジテレビ系列 日本テレビ系列                |                       |
| 熊本県         | テレビ熊本     | フジテレビ系列 テレビ朝日系列                |                       |
| 大分県         | テレビ大分     | 日本テレビ系列 フジテレビ系列 テレビ朝日系列 |                       |
| 宮崎県         | テレビ宮崎     | 日本テレビ系列 フジテレビ系列 テレビ朝日系列 |                       |
| 鹿児島県       | 鹿児島テレビ   | 日本テレビ系列 フジテレビ系列                |                       |
| 沖縄県         | 沖縄テレビ     | フジテレビ系列                               |                       |